# Pozzomaggiore
Pozzomaggiore is een gemeente in de Italiaanse provincie Sassari (regio Sardinië) en telt 2871 inwoners (31-12-2004). De oppervlakte bedraagt 79,4 km², de bevolkingsdichtheid is 36 inwoners per km².

## Demografie
Pozzomaggiore telt ongeveer 1208 huishoudens. Het aantal inwoners daalde in de periode 1991-2001 met 7,8% volgens cijfers uit de tienjaarlijkse volkstellingen van ISTAT.
| Jaar | Inwoneraantal |
| ---- | ------------- |
| 1991 | 3266          |
| 2001 | 3011          |

## Geografie
Pozzomaggiore grenst aan de volgende gemeenten: Bosa (OR), Cossoine, Mara, Padria, Semestene, Sindia (NU), Suni (OR).